# Hiroaki Kamijō
Hiroaki Kamijō (japanisch 上條 宏晃 Kamijō Hiroaki; * 22. April 1989 in der Präfektur Chiba) ist ein ehemaliger japanischer Fußballspieler.

## Karriere
Kamijō erlernte das Fußballspielen in der Schulmannschaft der Ryutsu Keizai University Kashiwa High School und der Universitätsmannschaft der Ryūtsū-Keizai-Universität. Seinen ersten Vertrag unterschrieb er 2012 bei Fagiano Okayama. Der Verein spielte in der zweithöchsten Liga des Landes, der J2 League. Für den Verein absolvierte er 22 Ligaspiele. Ende 2015 beendete er seine Karriere als Fußballspieler.